# Michal Sedloň
Michal Sedloň, vlastním jménem Antonín Neureutter (5. září 1919 Praha – 1. března 1982 Praha), byl český básník a překladatel.

## Život
V letech 1945–1947 autorsky působil v malostranském Divadle satiry.
V roce 1946 publikoval úspěšnou báseň „Poezie“, „mladistvě neuctivý a nemilosrdný pamflet na porevoluční básnický vývoj Vítězslava Nezvala“, která byla s nadšením přijata mladým publikem a podle shodných posudků tehdejších recenzentů se stala zlatým hřebem pásma kolektivu autorů Zvláštní vydání (premiéra 1946).
V roce 1948 podepsal výzvu prokomunistické inteligence Kupředu, zpátky ni krok!, jež byla vydána dne 25. února 1948 na podporu komunistického převratu.
Michal Sedloň bývá uváděn jako typický představitel budovatelské poezie. Jeho báseň „Krmička vepřů“ zhudebnila v roce 2016 hudební skupina Korekt Krů.

## Ukázka z díla

### Krmička vepřů
| Tak, jak mi pusa narostla povím to, soudruzi, zkrátka. Řečnit, to není starost má, starám se o prasátka. Když na dvůr výběhu vyháním narůžovělá hejna. cítím, ta práce je mi vším, je všední a přec ne obyčejná, je něčím, čím řadím se hrdě k vám a proč mohu tedy říci: Překročila jsem, soudruzi, plán, jsem jako vy, úderníci. Když měšťák cpal se vepřovou, po mně prsk leda slinou - nebyla mu dost fajnovou ženská vonící dřinou, |  | když statkář cpal si do kapes, co vydělával na praseti, zatím co chudák dřel jak pes, aby měl brambor pro své děti, tehdy jsem nenáviděla ta tlustá, funící těla, ale dnes zrovna mazlím se s nimi, s prasátky leskle růžovými, opatřuji je, s láskou dbám o jejich vzrůst a zdraví. vždyť vím, že na stůl příjde vám šunka i bůček, ovar z hlavy. Šlichtu jim liji v koryta s přáním, ať hezky přibývají, ať je jich dost, ať dosyta se vepřového dělník nají. |  | Soudruhu, který den co den, překráčíš normy s celou směnou, vidím tě, jak jsi spokojen, utřeš svou bradou zamaštěnou a řekneš mámě: No tak vida. Zas jednou dobré pochutnání. A naše vláda řád mi přidá. A za tu lásku, za uznání jsem tolik šťastna, soudruzi, sotva si mohu přáti víc… …vynadejte mi za slzy, já srdcem to umím jen říct! |

### Články
- SEDLOŇ, Michal. Básník a víra v člověka [online]. 1950 [cit. 2024-10-10]. Dostupné online.
- SEDLOŇ, Michal. Co nám dala plenárka o poezii [online]. 1950 [cit. 2024-10-10]. Dostupné online.